# Vèscia
Vèscia (llatí: Vescia) va ser una ciutat dels ausons inclosa administrativament al Latium. Es trobava situada a una plana al sud del riu Liris (actual Garigliano) i era una de les tres ciutats dels ausons, segons diu Titus Livi. Les altres eren Ausona i Minturnae.
L'any 340 aC, es parla de Vèscia durant la guerra llatina. L'exèrcit dels llatins es va refugiar a la ciutat després de ser derrotat pels cònsols Tit Manli Imperiós Torquat i Publi Deci Mus.
Les tres ciutats dels ausons van ser ocupades pels romans per una traïció d'una facció de les seves poblacions favorable a Roma que els va obrir les portes, l'any 314 aC. Els romans van passar tots els habitants «per l'espasa», diu Titus Livi.
Ja no torna a ser esmentada perquè probablement va quedar destruïda o potser reduïda a un llogaret. Minturnae és l'única ciutat dels ausons que es menciona, però Titus Livi parla repetidament de l'ager Vescinus (territori de Vèscia), i sembla que aquest territori va formar part de la colònia romana de Sinuessa. Plini el Vell no la menciona entre les ciutats antigues desaparegudes, i la seva situació és desconeguda.